# San-Jorio-Pass
Der San-Jorio-Pass (italienisch Passo San Jorio, alter deutscher dialektaler Name Jörisberg mit Jöris oder Joris abgeleitet vom lateinischen Georgius d. h. hochdeutsch Georg) ist ein 2012 m ü. M. hoher Saumpass östlich von Bellinzona. Nach SOIUSA bildet er die Grenze zwischen der Untersektion Comer Voralpen bzw. der Sektion Luganer Voralpen und der Untersektion Adula-Alpen bzw. Sektion Lepontinische Alpen. Auf der Passhöhe verläuft die Grenze zwischen Italien und der Schweiz.

## Geographie
Der San-Jorio-Pass stellt einen Übergang vom schweizerischen Valle Morobbia ins italienische Valle San Jorio dar und verbindet damit die Region um Bellinzona mit Gravedona am nördlichen Comersee. Auf italienischer Seite ist vom Pass aus auch ein Abstieg durch das Valle Albano nach Dongo möglich. Im Norden wird der Pass von der Marmontana (2316 m s.l.m.) flankiert. Südlich des Passes ist der Bergkamm an einigen Stellen zwar noch niedriger, die sehr steilen und unwegsamen Hänge waren jedoch nicht geeignet für die Anlage eines Saumpfades. Einzige früher schon begangene Ausnahme ist der Passo della Traversa (mit Wegabstecher zur San Jorio-Kapelle über dem gleichnamigen Pass), über den auch heute noch eine Wegvariante führt. Geologisch liegt der San-Jorio-Pass an der Insubrischen Linie, einer tertiären Bruchzone in den südlichen Alpen.

## Geschichte
Im Spätmittelalter war der San-Jorio-Pass ein wichtiger Übergang von der Magadinoebene an den Comersee. Ein Saumpfad über den Pass wird 1465 erwähnt, als die Republik Como nahe der Passhöhe einen Zoll einrichtete. In den folgenden Zeiten hatte der Pass vor allem für den West-Ost-Verkehr zwischen den südlichen Alpentälern Bedeutung, geriet aber nach dem Bau von Eisenbahnen weitgehend in Vergessenheit. Das ehemalige Zollhaus, etwas östlich unterhalb der Passhöhe auf einer Höhe von 1980 m auf italienischer Seite gelegen, dient heute unter dem Namen Rifugio San Jorio als bewirtschaftete Schutzhütte mit Übernachtungsmöglichkeit. An aussichtsreicher Lage auf einer Kuppe südlich des Übergangs steht die Kapelle San Jorio, die noch von den früheren Zeiten zeugt, als der Pass ein wichtiger Verkehrsweg war.

## Fortificazioni Ticinesi

Gebirgsbataillon 12, Bataillonskommando 1914–18

Der Festungswanderweg Nr. 6 San Jorio der Fortificazioni Ticinesi führt an den Objekten 01 bis 10 aus dem Ersten Weltkrieg im Gebiet San Jorio vorbei.
- 01 Unterkünfte an der Biscia	⊙
- 02 Schützengraben und Waffenstellung Biscia	⊙
- 03 Waffenstellung Cima delle Cicogne A 8097 ⊙⊙
- 04 Schützengraben Biscia 1 ⊙
- 05 Schützengraben Biscia 2 ⊙
- 06 Schützengraben Alpe di Gesero ⊙
- 07 Schützengraben Gesero-Grat – Sasso Guida 1	⊙
- 08 Schützengraben Gesero-Grat – Sasso Guida 2	⊙
- 09 Unterstand und Wachtlokal Sasso Guida ⊙
- 10 Stützpunkt Alpe della Costa ⊙
- Infanteriebunker Roveredo Pian d’Arf A 8100: 4 Lmg	⊙